# Ioan Gură de Aur
Ioan Gură de Aur, cunoscut și ca Ioan Hrisostom sau Ioan Crisostom (în greacă Ἰωάννης ὁ Χρυσόστομος, n. circa 347, Antiohia – d. 14 septembrie 407), a fost arhiepiscop de Constantinopol, una din cele mai importante figuri ale patrologiei creștine, considerat sfânt deopotrivă în Biserica Răsăriteană și în Biserica Apuseană, care îl venerează cu titlul de doctor al Bisericii.

## Viața

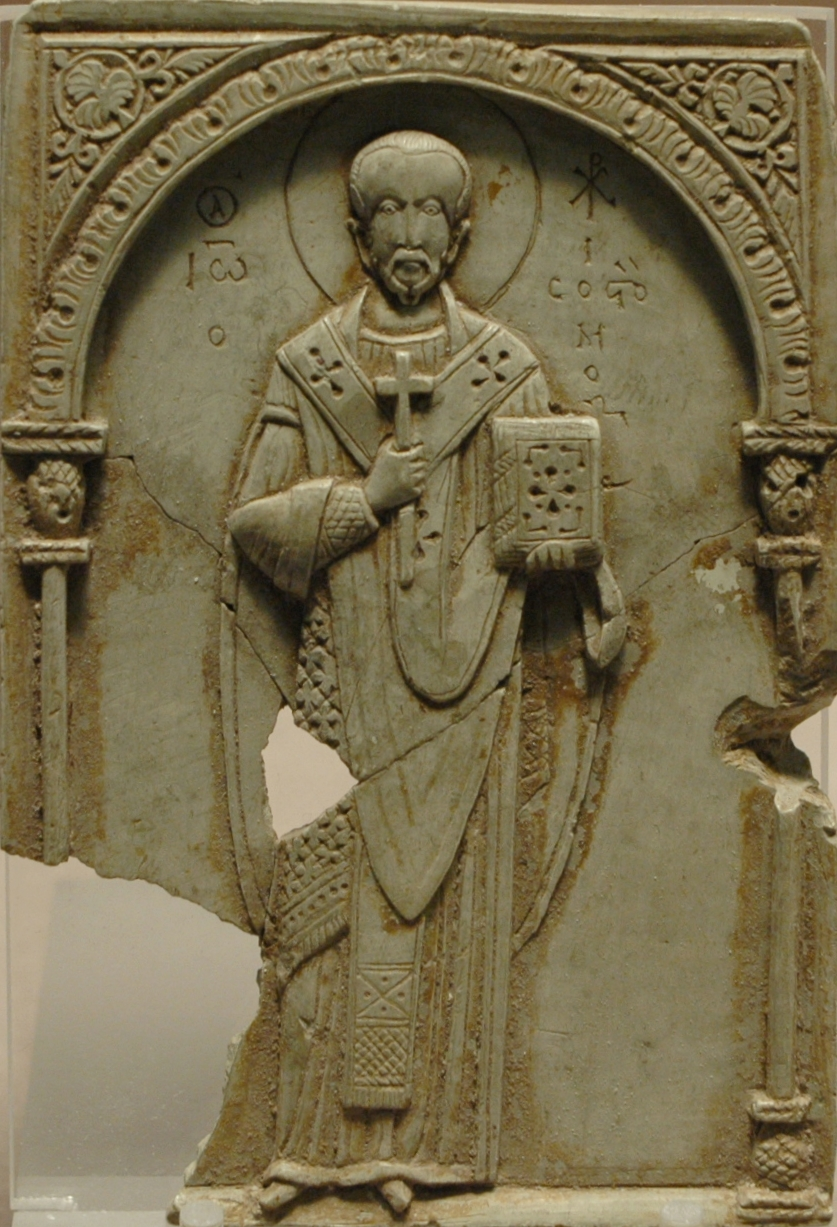
Sf. Ioan Gură de Aur, Constantinopol, începutul secolului al XI-lea; Steatit, reliefurile acoperite cu aur (înălțime: 9,2 cm, lățime: 6,2 cm). Păstrat la Muzeul Luvru din Paris, Departamentul Artelor Decorative, aripa Richelieu, etajul I, camera 1.

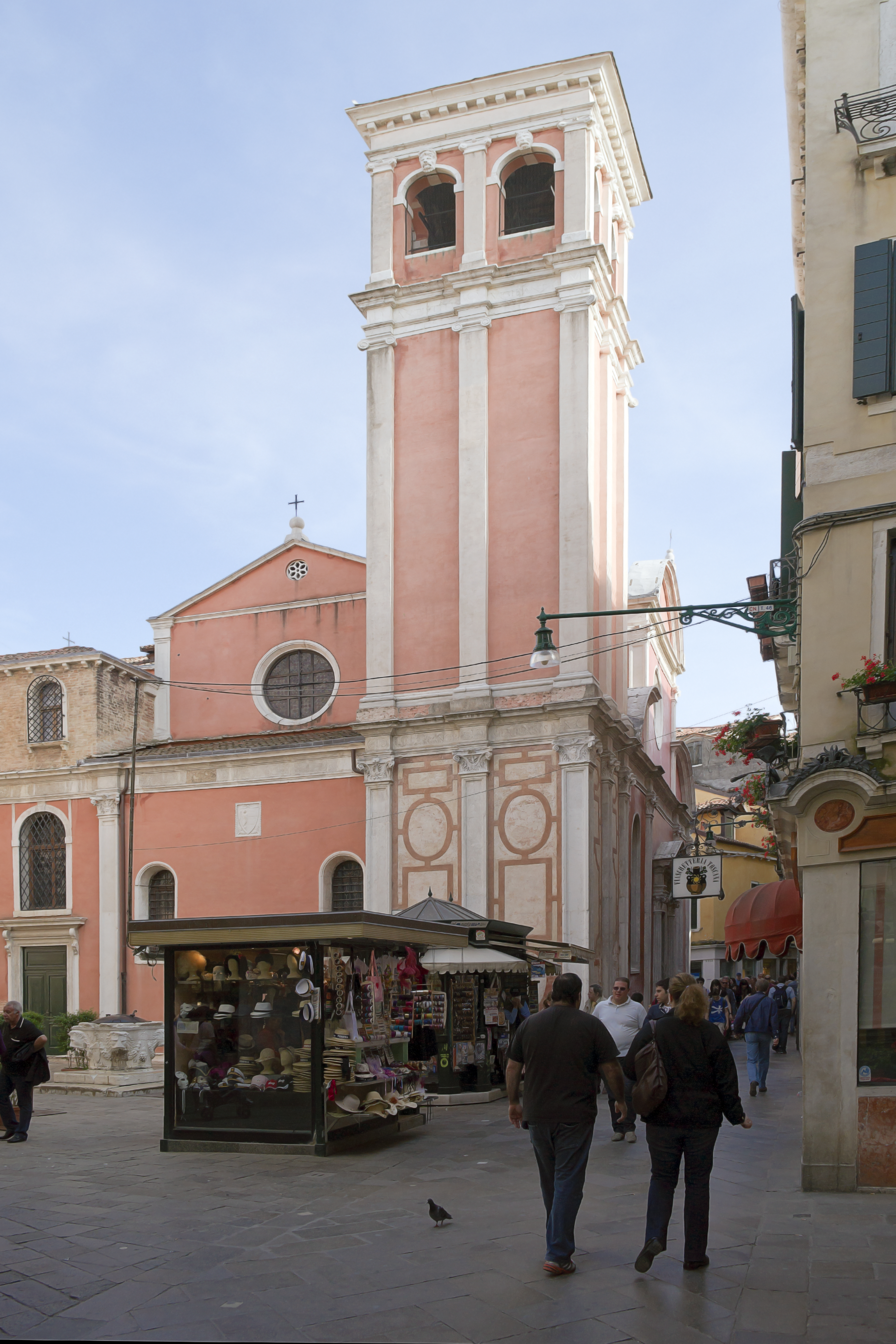
Biserica San Giovanni Crisostomo din Veneția

Sfântul Ioan Gură de Aur s-a născut la Antiohia, în jurul anului 354, din părinții Secundus, mare dregător militar care a murit, la scurt timp după nașterea sa, și Antusa, descendentă dintr-o bogată familie creștină. Rămasă văduvă la numai 20 ani, ea s-a dedicat educației fiului ei, renunțând la recăsătorire. Primele elemente ale educației creștine, Ioan le-a primit de la mama sa, Antusa. Educația clasică a primit-o de la retorul Libaniu și de la filosoful Andragatiu, primind valorile retoricii ale clasicilor greci. Se pare că a studiat și dreptul, întrucât ar fi pledat câtva timp.
S-a călugărit, în anul 368. A trăit într-o peșteră lângă Antiohia. A fost botezat târziu, probabil în jurul anului 372, de episcopul Meletie al Antiohiei. În scurtă vreme a fost făcut citeț. Sf. Ioan Gură de Aur a început să practice ascetismul acasă.
În 374, după moartea mamei sale, Antusa, Ioan a putut să dea curs dorinței sale arzătoare pentru asceză. El s-a retras în munții Antiohiei, unde a dus patru ani o viață severă sub conducerea unui ascet, iar după aceea, s-a retras doi ani într-o peșteră.
În 380, s-a întors în localitatea Antiohia, iar, în 381, Meletie l-a hirotonit diacon. Timp de 10 ani, înaintea diaconatului, el a fost preocupat de problema monahismului și a fecioriei, cărora le-a consacrat mici tratate. Tratatul său, intitulat „Despre preoție”, scris în cei șase ani de diaconat, este o capodoperă a literaturii patristice în care Sfântul Ioan Hrisostom scoate în evidență sublimitatea Tainei Preoției.
Sf. Ioan a fost preoțit de episcopul Flavian în 386 și a primit misiunea de predicator. Geniul și arta sa oratorică îi creează renumele. El predică nu numai în biserica mare și frumoasă, zidită de Constantin, sau în biserica cea veche, ci în toate bisericile din Antiohia și din împrejurimi.
În timpul celor 12 ani de preoție la Antiohia, Sf. Ioan i-a combătut pe eretici, îndeosebi pe anomei și pe iudeo-creștini, depunând, astfel un efort considerabil, în ceea ce privește formarea morală a credincioșilor săi.
La moartea arhiepiscopului Nectarie al Constantinopolului, în anul 397, Sf. Ioan a fost numit arhiepiscop al Constantinopolului, prin influența lui Eutropiu, ministru atotputernic pe lângă slabul împărat Arcadie.
Râvna sa de reformator, predicile sale cu fundament intelectual, luarea de poziție contra păcatelor și josniciilor, precum și dragostea sa pentru săraci, dreptate, respectiv adevăr, i-au făcut mulți dușmani. Principala sa inamică a fost împărăteasa Aelia Eudoxia, care a pus la cale exilul său.
Legăturile pe care Sf. Ioan Gură de Aur le-a avut față curtea imperială au fost reci. Dușmanii Sf. Ioan începuseră să murmure. Venirea fraților Lungi la Constantinopol, izgoniți din Egipt, de către patriarhul Teofil al Alexandriei, ca origeniști, avea să provoace actul final al vieții sale. Sf. Ioan i-a primit pe frații Lungi, i-a găzduit, dar nu a intrat în relații prea apropiate cu ei și a refuzat să primească o plângere împotriva lui Teofil. Aceștia s-au adresat împăratului, care a dispus convocarea lui Teofil în fața episcopului de Constantinopol.
Teofil a luat măsuri, trimițând înainte pe sfântul Epifanie de Salamina, spre a-l descalifica pe Sf. Ioan ca origenist, dar bătrânul episcop de Salamina și-a dat seama, până la urmă, de cursa în care a fost atras și a plecat grăbit în țara lui. Teofil însă, venit cu cei 26 episcopi ai săi, a raliat 10 episcopi nemulțumiți de Ioan, pe împărăteasa Eudoxia, precum și trei văduve care se socoteau insultate de arhiepiscop. Sinodul, prezidat de Teofil, l-a convocat pe Ioan să se prezinte la Stejar, aproape de Calcedon, spre a se disculpa de calomnii și de lucruri ridicole. Ioan nu s-a prezentat și de aceea a fost destituit.
Patriarhul a fost rechemat din cauza răscoalei poporului care-și revendica pastorul și din cauza unui cutremur de pământ. Patriarhul a fost primit în triumf, dar împăcarea n-a durat decât două luni. Spre sfârșitul anului 403, Sf.Ioan critica aspru neorânduielile care s-au produs cu ocazia inaugurării unei statui a Eudoxiei aproape de Biserica unde slujea el. 
În Postul Paștelui din 404, Eudoxia, după sfatul lui Teofil, a convocat un sinod în care a Sf. Ioan a fost demis a doua oară pe motivul că nu a fost reintegrat de un sinod după prima demitere. Sf. Ioan a fost arestat în palat aproape de Paște și exilat după Rusalii, la 20 iunie 404.
După o oprire scurtă la Niceea, Ioan Gură de Aur a ajuns, după 77 de zile, la Cucuz sau Arabissos, în Armenia Mică.
Din cauza legăturilor sale frecvente cu prietenii de la Constantinopol și Antiohia, autoritățile au primit ordin să-l deporteze la Pityus, un mic oraș pe malul de est al Mării Negre. El a murit pe drum spre această localitate, la Comana, în Pont, în ziua de 14 septembrie 407 cu aceste cuvinte pe buze: „Slavă lui Dumnezeu pentru toate”.
Osemintele sale au fost aduse la biserica Sf Apostoli din Constantinopol în anul 438 de către împăratul Teodosie II.

## Învățătura
Pe parcursul activității sale pastorale, Sfântul Ioan Hrisostom/Gură de Aur a fost preocupat de teme cum ar fi: cunoașterea lui Dumnezeu, Sfintele Taine, Biserica sau iubirea creștină. 
Referindu-se la cunoașterea lui Dumnezeu, Sfântul Ioan Hrisostom îi combate pe anomei, susținând că ființa lui Dumnezeu este incognoscibilă și incomprehensibilă.
Sfintele Taine pe care le dezbate Sfântul Ioan sunt: Sfântul Botez, Pocăința, Căsătoria, Sfânta Euharistie și Taina Preoției.
În concepția Sfântului Ioan Hrisostom, Biserica este Trupul lui Hristos, credincioșii sunt mădularele acestui trup, iar Hristos este Capul Trupului: „Și toate le-a supus sub picioarele Lui și, mai presus de toate, L-a dat pe El cap Bisericii, Care este trupul Lui, plinirea Celui ce plinește toate întru toți.” (Efeseni 1:22-23).
În dobândirea mântuirii, iubirea este esențială, ea fiind virtutea care îl face pe om asemenea lui Dumnezeu, Care este iubire. Iubirea față de Dumnezeu trebuie completată și cu iubire față de aproapele, iubire ce se caracterizează prin milostenie. Sfântul Ioan susține că, atunci când ajutăm un sărac, nu trebuie să-l judecăm pentru starea materială deplorabilă în care se află, ci trebuie să fim conștienți de faptul că îl ajutăm, de fapt, pe Hristos, Care, la Judecata de Apoi, ne va răsplăti: „Atunci va zice Împăratul celor de la dreapta Lui: <<Veniți, binecuvântații Tatălui Meu, de moșteniți Împărăția care v-a fost pregătită de la întemeierea lumii. Căci am fost flămând și Mi-ați dat de mâncat; însetat am fost, și Mi-ați dat să beau; străin am fost și M-ați primit.>>” (Matei 25:34-35).

### Adversus Judaeos[8]
A adoptat o poziție fermă împotriva creștinilor iudaizați cu opt predici, în acest sens. Din acest motiv, este criticat pentru faptul că, în predicile sale (cunoscute, totodată, sub denumirea de Omilii), ar fi instigat la ură religioasă contra evreilor. Patrologii consideră aceste argumente ca fiind nedrepte și anacronice, pe motiv că, în Antichitate, nu puteau exista antisemiți, termenul denotând un concept rasist modern, fără analog în Antichitate. Dar ei nu pot nega că Sfântul Ioan Gură de Aur a făcut o teologie a înlocuirii de factură anti-iudaică și a folosit o retorică anti-iudaică.
Într-o serie de opt omilii, în timpul primilor doi ani ca preot în Antiohia (386-387), Sfântul Ioan Gură de Aur îi insultă și denigrează pe evrei, îi incită pe creștini să-i urască și disprețuiască pe evrei, cu scopul de a face religia acestora mai puțin atractivă pentru „creștinii iudaizanți” din parohia lui, care luau parte la sărbătorile evreiești și care urmau regulile religioase iudaice . Predicile sale sunt formulate convențional, folosind o formă retorică intransigentă cunoscută sub denumirea grecească de „psogos”, insultându-l și urâțindu-l pe adversar.
Un scop al acestor omilii era de a-i împiedica pe creștini să participe la obiceiurile evreiești, evitând, astfel, erodarea perceptibilă a numărului credincioșilor păstoriți de Sf. Ioan Gură de Aur. În omiliile sale, Hrisostomul îi critică pe „creștinii iudaizanți”, care participau la sărbătorile evreiești și respectau celelalte obiceiuri evreiești precum Șabatul, recurgeau la circumciziunea fiilor acestora și efectuau pelerinaje la locurile sfinte evreiești.
În greaca medievală, aceste predici sunt denumite Kata Ioudaiōn (Κατά Ιουδαίων), titlu care se traduce în latină prin Adversus Judaeos, iar în limba română Contra evreilor. Traducerile mai recente, bazându-se pe faptul că Sf. Ioan Gură de Aur își adresează predicile membrilor propriei sale parohii, care continuau să urmeze obiceiurile evreiești, preferă un titlu mai puțin controversabil: Contra creștinilor iudaizanți.
Potrivit unor erudiți patristici, în secolul al IV-lea, opunerea unui punct de vedere deosebit era exprimat într-un mod retoric, denumit „psogos” (insultă), ale căror convenții literare constituiau în defăimarea adversarului într-un mod înverșunat; astfel, acești erudiți consideră că a-l trata pe Sf. Ioan Gură de Aur drept „antisemit”, este echivalent cu a folosi o terminologie anacronică, într-un context istoric necuviincios, această opinie părând a juca pe diferența puțin relevantă dintre antisemitismul rasial (încarnat cel mai bine de „limpieza de sangre” spaniolă și „legile rasiale” naziste) și antisemitismul religios tradițional (pe care l-a promovat atât Gură-de-Aur cât și înaintașii și succesorii lui). Deosebirea este următoarea: anti-iudaismul este ură religioasă, în timp ce antisemitismul este rezultatul „rasismului științific” al secolului al XIX-lea; un anti-iudaist nu ar mai fi avut nimic contra unui evreu care se boteza (deci trecea de la iudaism la creștinism), în schimb pentru naziști nu conta deloc dacă un evreu era botezat sau nu.
Dar că preferăm să numim predicile Sfântului Ioan Gură de Aur „anti-iudaism”, „ură religioasă contra evreilor” sau de-a dreptul „antisemitism” (religios, firește), fapt rămâne că ele au fost o sursă importantă de legitimare a antisemitismului de-a lungul secolelor care au urmat, și asta n-o poate nega și n-o neagă din fericire, nici un erudit, oricât de apologetic ar fi el, căci a explica un context istoric nu poate înseamna și a scuza incitarea la ură și insultă, astfel ca asta nu-l scuză pe Gură-de-Aur de anti-iudaismul lui extrem, cu atât mai mult cu cât astfel de încercări de a-l descărca pe Chrysostom de responsabilitatea istorică se face apelând la ideea că generațiile de antisemiți care s-au inspirat din scrierile lui pline de ură, n-au ținut cont de contextul istoric (fragila poziție a creștinismului în secolul al IV-lea) și de sensul dorit de autor (păstrarea fidelilor creștini tentați de riturile iudaismului), nu de alta, dar Gură-de-Aur însuși se face vinovat de o astfel de eroare, când din sensul original de lecție istorică pentru un popor nărăvit la idolatrie de sclavia egipteană, care rătăcește dar este iertat, el face din povestea Ieșirii (cap. 32) despre vițelul de aur, o explicație anacronică” a reticenței evreilor de a-l accepta pe Iisus ca Mesia, „într-un context istoric necuviincios”.

## Opera
De la nici un alt părinte bisericesc nu s-au păstrat atâtea opere, comentarii, predici și scrisori ca de la Ioan Gură de Aur. Între predici, se găsesc și o serie de comentarii asupra Vechiului și Noului Testament sau predici tematice. Toate cele 238 de scrisori păstrate au fost scrise în exil.
- Divi Io. Chrysostomi Homilia, De Eo Quod Dixit Apostolus, Utinam Tolerassetis Paululum Quiddam Insipientiae Meae / Fabritio Capitone Interprete. - Basileae : Apud Andream Cratandrum, 1519. Ediție digitalizată a Bibliotecii Universitare din Düsseldorf

Opera Sfântului Ioan Gură de Aur cuprinde 18 volume în Ediția Migne și, de asemenea, este răspândită în aproximativ 2000 de manuscrise.

## Patronaje
- Biserica Zlataust
- Sf. Ioan Gură de Aur este protectorul persoanelor care suferă de epilepsie
- Sf. Ioan Gură de Aur este patron al celor care trebuie să se exprime în public (oratori, prezentatori, conferențiari etc.)

## Relații
- Stevan Stojanović Mokranjac, Serghei Rahmaninov, Piotr Ilici Ceaikovski, și Arvo Pärt (Litany) între alții, au pus pe muzică Liturghia Sfântului Ioan Gură de Aur.
- Ivan Rebroff își începea toate recitalurile pe care le dădea în biserici printr-un cântec a cappella extras din Liturghia Sfântului Ioan Gură de Aur.
- Elocvența sa, îndrăzneala sa în fața suveranilor și originalitatea numelui său au fost motive pentru care poetul Georges Brassens l-a evocat în cântecul „Mourir pour des idées”.
- În filmul Roșu și Negru, Julien Sorel (jucat de Gérard Philipe), seminarist, îl citează pe Sf. Ioan Gură de Aur.
- Un cartier din orașul Lévis (Québec, Canada) poartă numele de Saint-Jean-Chrysostome. Acest cartier numără peste 21.000 de locuitori.